# CSI: Cospirazione letale
CSI: Cospirazione letale (CSI: Fatal Conspiracy) è un videogioco basato sulla serie televisiva CSI: Crime Scene Investigation.
Il videogioco è stato sviluppato dalla Telltale Games ed è stato pubblicato tramite la Ubisoft nell'ottobre 2010.

## I casi
Il giocatore prende il controllo del proprio personaggio e dovrà guidare quest'ultimo nel corso dell'avventura grafica cercando di risolvere i cinque casi presenti, investigando sulla scena del crimine in cerca di indizi ed interagendo con alcuni membri del cast del telefilm originale.
- Caso 1: Flash Baked
- Caso 2: Planting Evidence
- Caso 3: Tapped Out
- Caso 4: All Washed Up
- Caso 5: Boss Fight